# Festival international du film fantastique d'Avoriaz 1973
Le Festival international du film fantastique d'Avoriaz 1973 est la première édition du Festival international du film fantastique d'Avoriaz.

## Jury
- René Clément (président)
- Juan Luis Buñuel
- Robert Enrico
- André Farwagi
- Gaston Ferdière
- Gourmelin
- René Gainville
- Nelly Kaplan
- Christopher Lee
- André Pieyre de Mandiargues
- Alain Robbe-Grillet
- Claude Tchou

## Sélection

### Compétition
- L'Abominable Docteur Phibes (The Abominable Dr. Phibes) de Robert Fuest ( Royaume-Uni -  États-Unis)
- La Baie sanglante (Reazione a catena) de Mario Bava ( Italie)
- Duel de Steven Spielberg ( États-Unis)
- Horreur à volonté (Dunwich Horror) de Daniel Haller ( États-Unis)
- Les Crapauds (Frogs) de George McCowan ( États-Unis)
- Les Oiseaux, les Orphelins et les Fous (Vtackovia, siroty a blazni) de Juraj Jakubisko ( Tchécoslovaquie)
- La ragazza di latta de Marcello Aliprandi ( Italie)
- La Semence de l'homme (Il Seme dell'uomo) de Marco Ferreri ( Italie)
- Silent Running de Douglas Trumbull ( États-Unis)
- Themroc de Claude Faraldo ( France)

### Hors compétition
- Aelita (1924) de Yakov Protazanov  Union soviétique
- The Devil in Miss Jones de Gerard Damiano  États-Unis

## Palmarès
- Grand prix : Duel de Steven Spielberg
- Deuxième prix : Les Oiseaux, les Orphelins et les Fous de Juraj Jakubisko
- Prix d'interprétation masculine : Michel Piccoli dans Themroc de Claude Faraldo
- Prix spécial du jury : Themroc de Claude Faraldo
- Prix de la critique : Themroc  de Claude Faraldo